# Pinsac
Pinsac település Franciaországban, Lot megyében. Lakosainak száma 771 fő (2022. január 1.). Pinsac Souillac, Calès, Lacave, Lanzac, Loupiac, Saint-Sozy és Mayrac községekkel határos.

## Népesség
A település népességének változása:
| Lakosok száma | 344  | 384  | 581  | 720  | 754  | 763  | 774  | 788  | 772  | 771  |
|               | 1968 | 1982 | 1990 | 2006 | 2013 | 2015 | 2017 | 2019 | 2020 | 2022 |